# Andrónico de Rodes
Andrónico de Rodes (português europeu) ou Andrônico de Rodes (português brasileiro) (fl. c. 60 a.C.) foi um filósofo grego, o décimo primeiro dos discípulos peripatéticos e último escolarca do Liceu.
A principal contribuição foi a organização dos escritos de Aristóteles e de Teofrasto, a partir do material a ele fornecido  por Tirânio. Antes dele, os diálogos de Aristóteles eram largamente conhecidos, mas os tratados tinham sido perdidos na obscuridade. Além de organizar os trabalhos, tudo indica que também escreveu paráfrases e comentários, que se perderam. Duas obras foram-lhe erroneamente atribuídas - o Tratado sobre as Emoções e um comentário à Ética de Aristóteles.